# Dasygnathus dejeani
Dasygnathus dejeani är en skalbaggsart som beskrevs av Macleay 1819. Dasygnathus dejeani ingår i släktet Dasygnathus och familjen Dynastidae. Inga underarter finns listade i Catalogue of Life.